# Sfinks (киностудия)
Варшавское паевое общество «Сфинкс» (пол. Warszawskie Towarzystwo Udziałowe „Sfinks”) — варшавская кинокомпания, сначала представительство французской киностудии «Пате» (Pathé) в Царстве Польском, затем самостоятельная польская киностудия.
Предприятие создал в 1909 г. Александр Герц (1879—1928), который начал создавать короткие фильмы, показывающие интересные факты, напр. полёт самолёта. Первый художественный фильм возник в 1911 г.

## Известные фильмы компании «Сфинкс»
- 1911 — «Меир Эзофович» / Meir Ezofowicz[1]
- 1912 — «Суеверия» / Przesądy
- 1913 — «Ашантка» («Совращенные») / Wykolejeni
- 1914 — «Раба страстей, раба порока» / Niewolnica zmysłów (дебют в кино Полы Негри)
- 1915 — «Жена» / Żona
- 1915 — «Чёрная книжечка» / Czarna książeczka
- 1915 — «Заколдованный круг» / Zaczarowane koło[2]
- 1915 — «Шпион» / Szpieg
- 1916 — «Мы хотим мужа» / Chcemy męża (дебют в кино Лии Мары)
- 1916 — «Студенты» / Studenci
- 1917 — «Бестия» / Bestia
- 1917 — «Тайна аллей Уяздовских» / Tajemnica alei Ujazdowskich
- 1917 — «Тайна отеля» («Комната № 13») / Pokój nr 13
- 1917 — «Арабелла» / Arabella
- 1919 — «Во имя счастья» / Dla szczęścia[3]
- 1919 — «Крыста» / Krysta
- 1920 — «Геройство польского скаута» / Bohaterstwo polskiego skauta
- 1921 — «Известное дело» («Люди без завтра») / Ludzie bez jutra
- 1922 — «Тайна трамвайной остановки» / Tajemnica przystanku tramwajowego
- 1922 — «Выстрел» / Strzał
- 1923 — «Невольница любви» / Niewolnica miłości
- 1924 — «О чём не говорят» / O czem się nie mówi
- 1926 — «Прокажённая» / Trędowata
- 1927 — «Усмешка судьбы» / Uśmiech losu
- 1927 — «Земля обетованная» / Ziemia obiecana[4]
- 1928 — «Тайна древнего рода» / Tajemnica starego rodu
- 1929 — «Греховная любовь» / Grzeszna miłość
- 1933 — «Улан и девушка» / Ułan i dziewczyna
- 1933 — «История греха» / Dzieje grzechu[5]
- 1936 — «Прокаженная» / Trędowata

В последних довоенных годах компания «Сфинкс» уже не производила собственных фильмов, но она арендовала киностудию, ателье и лаборатория для других кинокомпаний в производство кинофильмов. Таким образом возникли в частности: «Его сиятельство шофёр» (1935), «Пан Твардовский» (1936), «Ада! Это же неудобно!» (1936), «Этажом выше» (1937), «Вереск» (1938), «Мои родители разводятся» (1938).